# Phyllopezus
Phyllopezus – rodzaj jaszczurek z rodziny Phyllodactylidae.

## Zasięg występowania
Rodzaj obejmuje gatunki występujące w Ameryce Południowej (Brazylia, Peru, Boliwia, Paragwaj i Argentyna). 

## Systematyka
Rodzaj zdefiniował w 1877 roku niemiecki zoolog Wilhelm Peters w artykule poświęconym herpetologii opublikowanym na łamach Monatsberichte der Königlichen Preussische Akademie des Wissenschaften zu Berlin. Gatunkiem typowym jest (oznaczenie monotypowe) Phyllopezus pollicaris.

### Etymologia
- Phyllopezus: gr. φυλλον phullon ‘liść’; πεζoς pezos ‘pieszo, piechotą’[1].
- Bogertia: Charles Mitchill Bogert (1908–1992), amerykański herpetolog[2]. Gatunek typowy (oryginalne oznaczenie): Bogertia lutzae Loveridge, 1941.

### Podział systematyczny
Do rodzaju należą następujące gatunki: 
- Phyllopezus diamantino Dubeux, Gonçalves, Palmeira, Nunes, Cassimiro, Gamble, Werneck, Rodrigues & Mott, 2022
- Phyllopezus heuteri Cacciali, Lotzkat, Gamble & Köhler, 2018
- Phyllopezus lutzae (Loveridge, 1941)
- Phyllopezus maranjonensis Koch, Venegas & Böhme, 2006
- Phyllopezus periosus Rodrigues, 1986
- Phyllopezus pollicaris (Spix, 1825)
- Phyllopezus przewalskii Koslowsky, 1895
- Phyllopezus selmae Dubeux, Gonçalves, Palmeira, Nunes, Cassimiro, Gamble, Werneck, Rodrigues & Mott, 2022